# سرخیو کوبرو
سرخیو کوبرو (انگلیسی: Sergio Cubero؛ زادهٔ ۵ سپتامبر ۱۹۹۹) بازیکن فوتبال است.
از باشگاه‌هایی که در آن بازی کرده‌است می‌توان به باشگاه فوتبال ایبار اشاره کرد.